# ديفيد موبلي
ديفيد موبلي (بالإنجليزية: David Mobley)‏ هو لاعب كرة قدم بريطاني في مركز ظهير ‏، ولد في 24 أغسطس 1948 في أكسفورد في المملكة المتحدة. لعب مع غريمسبي تاون.